# Galeandra huebneri
Galeandra huebneri är en orkidéart som beskrevs av Rudolf Schlechter. Galeandra huebneri ingår i släktet Galeandra och familjen orkidéer. Inga underarter finns listade i Catalogue of Life.